# Besanosaurus
Besanosaurus (betekent 'Besano [Lombardije, Noord-Italië] hagedis') is een geslacht van grote uitgestorven ichthyosauriërs (een marien reptiel, geen dinosauriër) die ongeveer 235 miljoen jaar geleden leefde tijdens het Midden-Trias. Dit mariene reptiel heeft zijn eigen familie Besanosauridae en werd benoemd door Dal Sasso en Pinna in 1996. De typesoort is Besanosaurus leptorhynchus, wat 'langsnavelig reptiel uit Besano' betekent.

## Ontdekking
De botten van Besanosaurus werden voor het eerst ontdekt in de steengroeve Sasso Caldo in het voorjaar van 1993 door vrijwilligers van de paleontologische groep van Besano, een kleine stad in de regio Lombardije in Noord-Italië. Het fossiel was bijna volledig ingebed in de rots en kon voor het eerst alleen door röntgenstralen worden gezien; om de inhoud van de achtendertig platen steen die het skelet omsluiten te detecteren, waren 145 röntgenfoto's nodig. Het skelet van Besanosaurus kwam na 16500 uur preparering aan het licht in het paleontologisch laboratorium van Museo Civico di Storia Naturale di Milano. De voorbereiders verwijderden stap voor stap het gesteente dat het fossiel omsluit, werkend onder een stereomicroscoop met beitels, naalden en spelden. De achtendertig platen werden weer in elkaar gezet en er werd een siliconenrubbermatrix gemaakt, waaruit een afgietsel van het oorspronkelijke exemplaar werd verkregen.

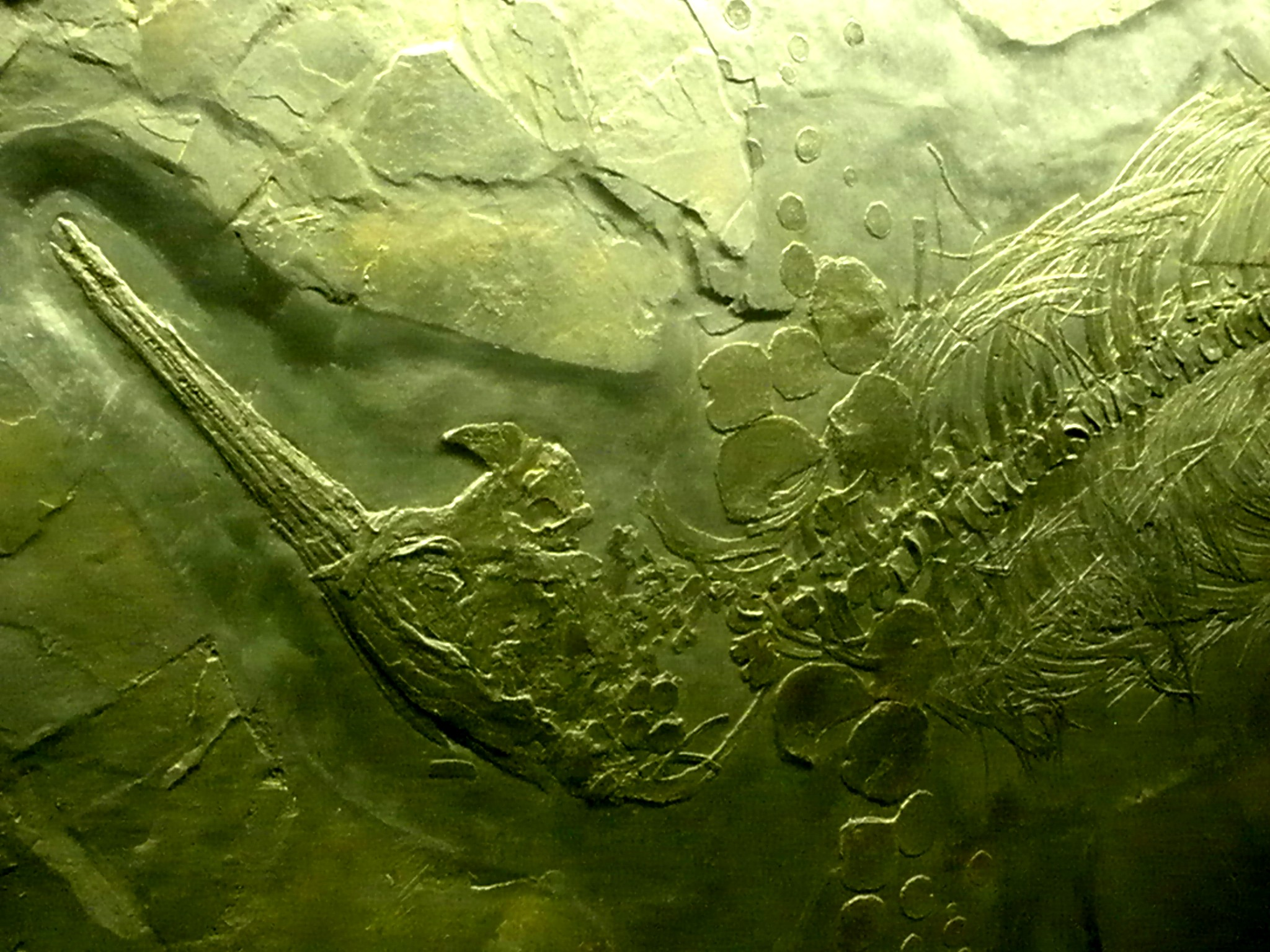
Het holotype

Het holotype is MHNM BES SC 999, gevonden in een laag van de Besanoformatie die dateert uit het Anisien. Verschillende verdere skeletten zijn toegewezen.

## Beschrijving
Terwijl latere ichthyosauriërs visvormige lichamen ontwikkelden, was Besanosaurus minder visvormig, met een kleine schedel, lange romp en staart, en langwerpige vinnen. Hoewel men ooit dacht dat het geen halvemaanvormige staartvin had en geen rugvin had, had de meer primitieve Mixosaurus in ieder geval een rugvin. Besanosaurus is een grote ichthyosauriër. Het holotype-exemplaar is 5,065 meter lang van de snuitpunt tot de staartpunt. Het exemplaar PIMUZ T 4847, een wijfje, werd in 2021 door Bindellini en collega's geschat op een totale lengte van acht meter en is het grootste bekende exemplaar van Besanosaurus. De kleinste bekende exemplaren van Besanosaurus vertegenwoordigen dieren van ongeveer een meter lang.

### Schedel
De schedel van Besanosaurus is verhoudingsgewijs klein en beslaat minder dan tien procent van de totale lengte van het dier. Zevenenzestig procent van de lengte van de schedel wordt ingenomen door een lange, smalle snuit, die sterk is afgebakend van het achterste deel van de schedel. Deze langwerpige snuit lijkt op die van gavialen en rivierdolfijnen. 

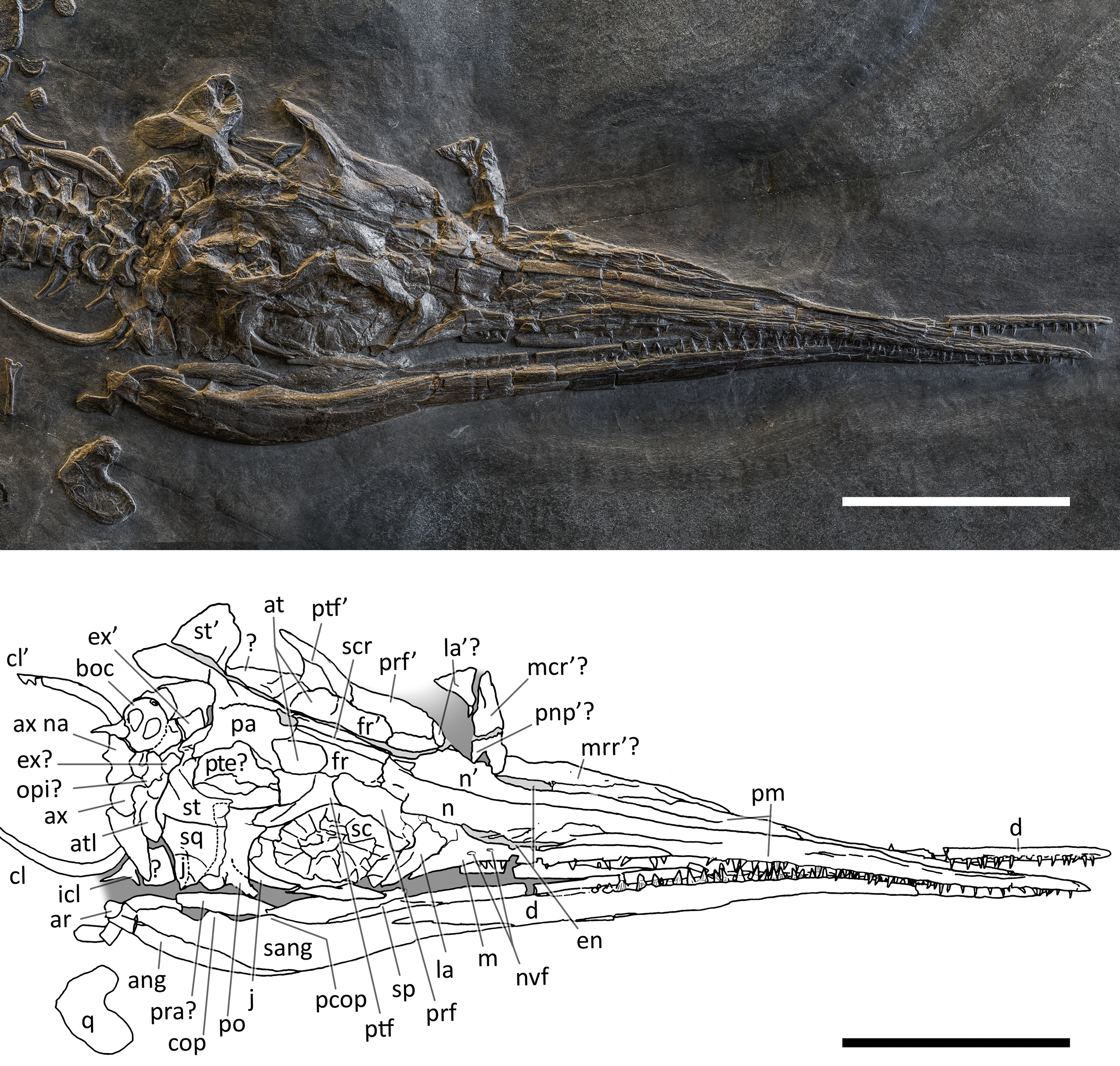
Schedel van PIMUZ T 4376

Alle tanden van Besanosaurus zijn klein, kegelvormig en in kassen geplaatst, met uitzondering van de achterste dertig procent van de tanden in de maxillae (achterste bovenste tanddragende botten), die in een korte groef zijn geplaatst. De tandkronen dragen prominente ribbels, terwijl de tandwortels een nog sterkere ribbel dragen. De premaxillae (voorste bovenste tanddragende botten) van Besanosaurus zijn erg lang en strekken zich uit achter de uitwendige neusgaten, waar ze deel uitmaken van hun grens en voorkomen dat de neusbeenderen deze openingen bereiken. Naast de premaxillae worden de randen van de uitwendige neusgaten ook gevormd door de maxillae en de traanbeenderen. De maxillae en de prefrontalia (een paar schedeldakbotten) maken contact met elkaar. De maxillae strekken zich niet ver uit achter de uitwendige neusgaten.

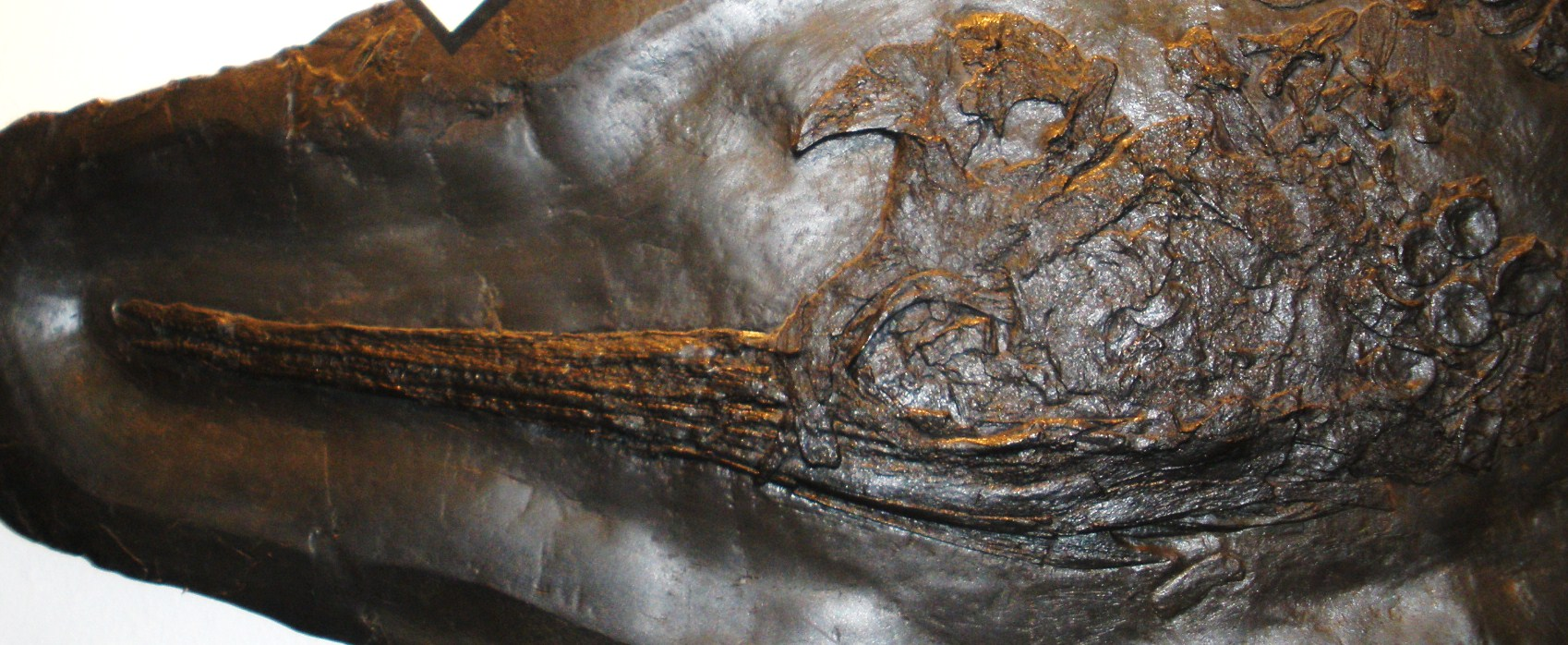
Schedel holotype

Het wanggebied van Besanosaurus is kort en beslaat slechts dertien procent van de totale schedellengte. De jukbeenderen (botten onder de oogkassen) zijn bij benadering L-vormig. De postorbitalia zijn zichtbaar aan de achterkant van de bovenkant van de schedel. De frontalia (botten in het schedeldak) zijn lang, breed en plat. Terwijl de frontalia de temporale fossae (holtes bovenop de schedel) binnengaan, zijn ze niet betrokken bij de randen van de slaapvensters (openingen bovenop de schedel). De voorste uiteinden van de frontalia overlappen de neusbeenderen. De frontalia dringen tussen de pariëtale en postfrontale botten (twee andere paren schedeldakbotten). De quadrata (craniale botten die articuleren met de onderkaak) hebben elk een driehoekig uitsteeksel aan hun lagere binnenzijden. Besanosaurus heeft een convexe achterhoofdsknobbel (het deel van de schedel dat aansluit op de wervelkolom). De stapedes (botten in het onderste deel van de achterkant van de schedel) zijn lang, slank en dragen verbrede onderste uiteinden. De surangularia (achterste onderkaakbotten die de bovenrand van de onderkaak vormen) dragen prominente emarginaties, bekend als coronoïde uitsteeksels, die boven de rest van hun bovenranden uitstijgen.

### Wervels en ribben

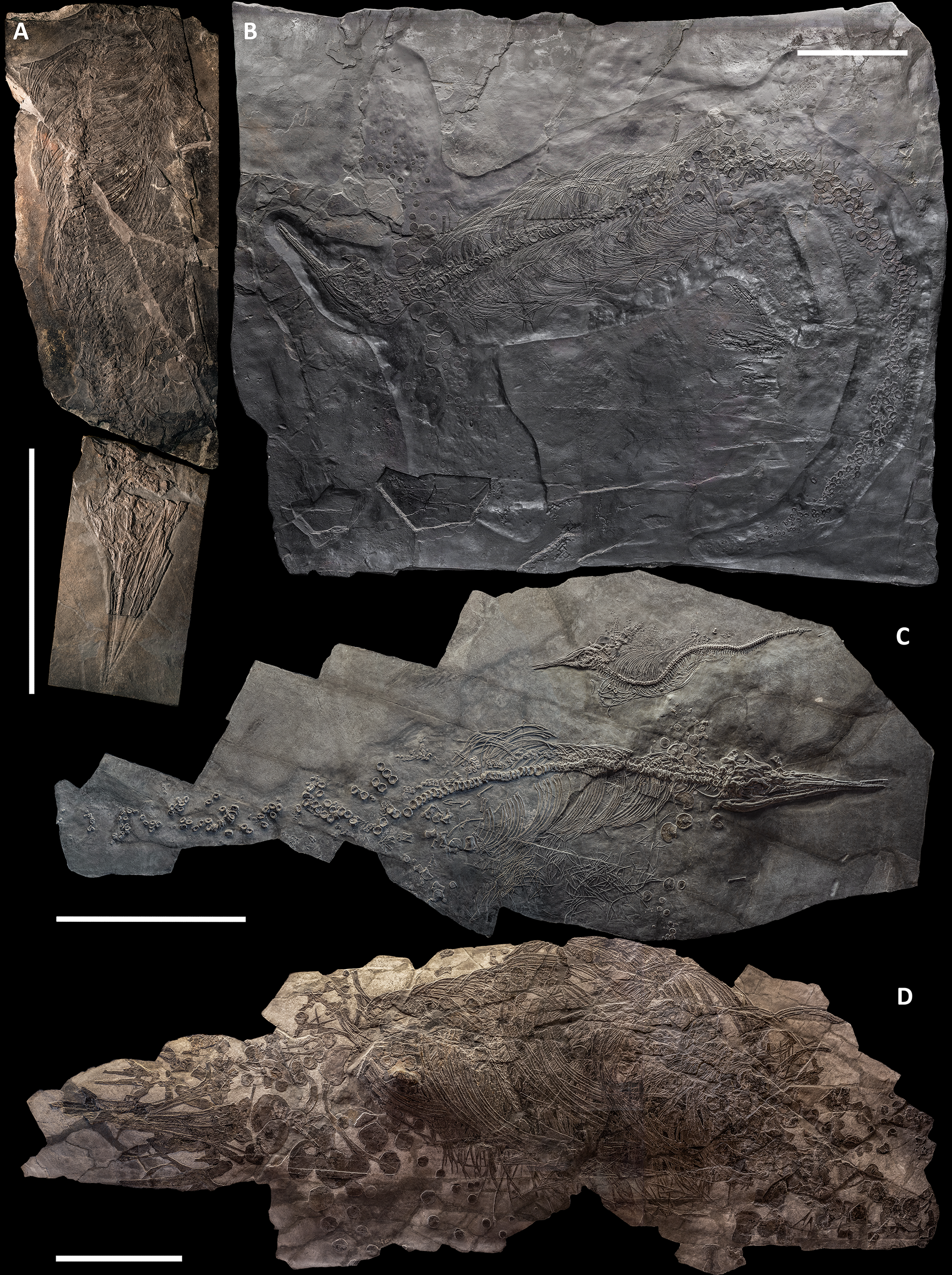
De belangrijkste skeletten: PIMUZ T 1895; BES SC 999; PIMUZ T 4376 en PIMUZ T 4847

Besanosaurus heeft zestig wervels die zich voor zijn bekken bevinden (presacralen); elf hiervan zijn halswervels. Naast deze wervels zijn er twee sacrale en honderdnegenendertig staartwervels. Zowel de voor- als achterkant van de wervellichamen (centra) zijn concaaf, naar binnen hellend naar een zeer dunne botlaag, zo niet een opening. De halswervels hebben prominente zygapophysen (benige uitsteeksels van de wervels) en grote, robuuste doornuitsteeksels (het bladachtige deel bovenaan) met ruwweg ronde doorsneden. De ruwweg rechthoekige doornuitsteeksels van de rompwervels zijn ook lang en meer dan half zo breed van links naar rechts als van voren naar achteren. De centra van de rompwervels zijn hooguit half zo lang als hoog. De voorste halsribben (die aan de nekwervels zijn bevestigd) zijn tweekoppig, in tegenstelling tot de andere eenkoppige halsribben erachter. De dorsale (romp) ribben dragen groeven langs hun schachten. De zwaar gebouwde buikribben zijn verenigd langs de middenlijn van het dier.

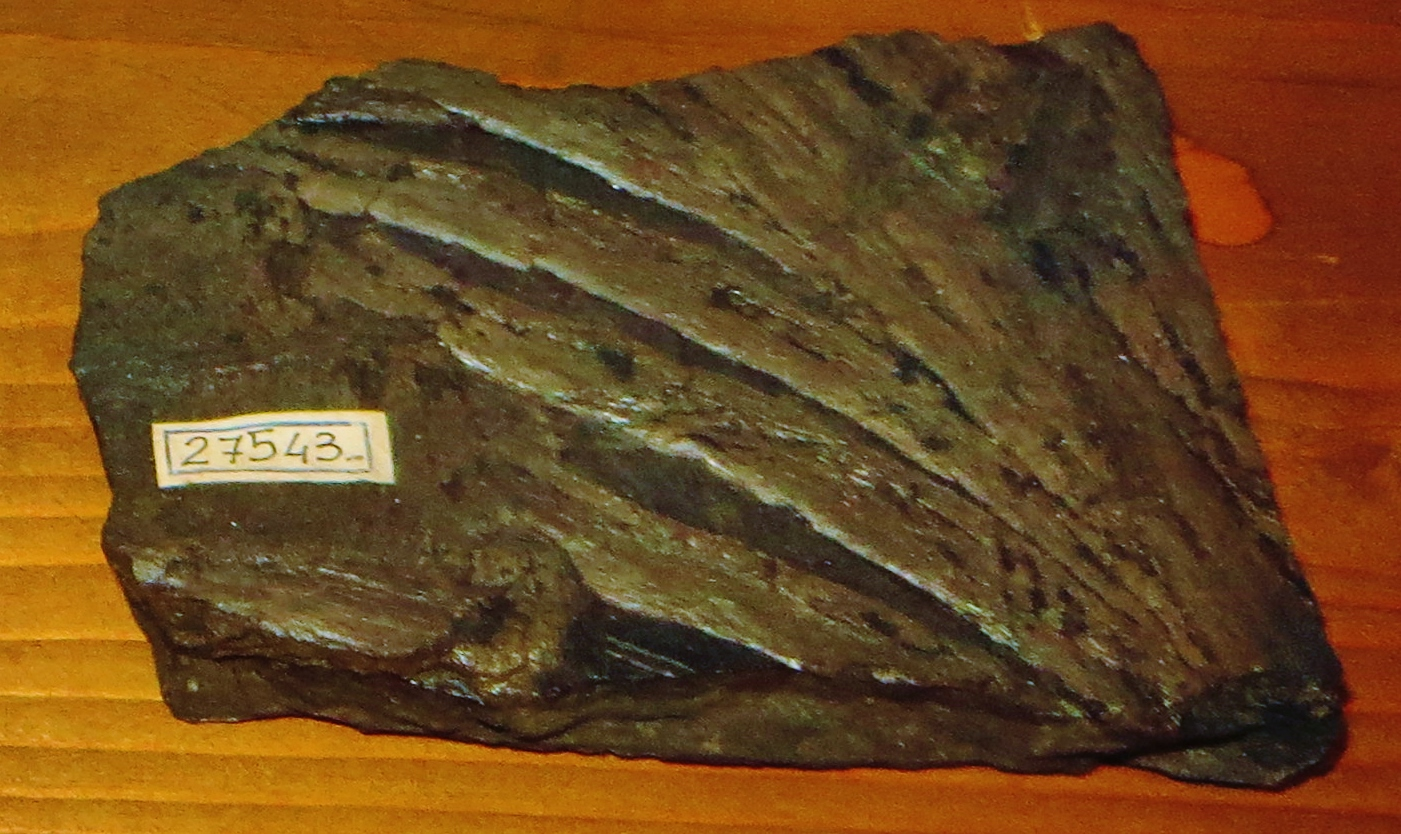
Ribben

Ongeveer de helft van de totale lengte van Besanosaurus bestaat uit zijn staart. De staart mist een prominente buiging. De doornuitsteeksels van de staartwervels hellen naar achteren, behalve aan het einde, waar ze in plaats daarvan naar voren hellen. De gewrichtsvlakken van de centra van de staartwervels variëren in vorm; de voorste zijn ongeveer driehoekig, de middelste zeshoekig en de achterkant elliptisch. De chevrons (botten onder de staartwervels) zijn niet erg lang. Als ze van voren worden bekeken, lijken ze Y-vormig.

### Appendiculair skelet
De schouderbladen van Besanosaurus zijn breed en hebben de vorm van sikkels. Hun voorste onderranden zijn kort en licht naar binnen gebogen, terwijl hun bovenranden sterk vergroot zijn. De ravenbeksbeenderen (extra schouderbeenderen onder de scapulae) hebben de vorm van bijlkoppen, met hun bovenranden sterk verbreed en hun ondereinden waaiervormig. De ravenbeksbeenderen dragen geen openingen. De sleutelbeenderen van Besanosaurus zijn dun en het breedst in het midden. Besanosaurus lijkt geen interclavicula te hebben, een extra schouderbeen tussen de sleutelbeenderen. De darmbeenderen van Besanosaurus zijn vrij breed. De bovenste uiteinden van het darmbeen zijn vergroot en naar binnen gericht, hoewel de onderste uiteinden sterker zijn verbreed. De schaambeenderen zijn vaag rond van vorm. Ze dragen elk een goed ontwikkeld foramen dat zich uitstrekt tot aan de rand van het bot en een inkeping vormt.

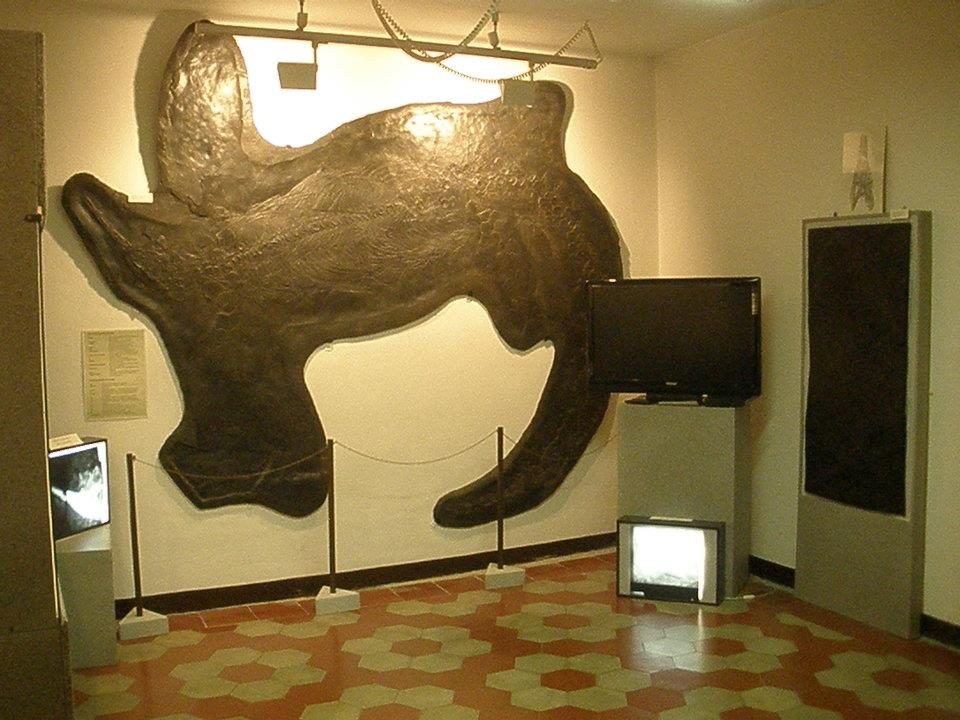
Opstelling in Besano

De voorvinnen van Besanosaurus zijn ongeveer vijftien procent langer dan de achtervinnen. Elke flipper draagt drie primaire vingers (die afkomstig zijn van de pols of enkel) en één bijkomende vinger (een vinger die niet afkomstig is van de pols of enkel), voor een totaal aantal vingers van vier. De opperarmbeenderen zijn erg kort, breder dan lang en afgerond. Zowel de voor- als achterkant van de opperarmbeenderen zijn naar binnen gebogen, hoewel dit sterker en meer inkepingachtig is aan de voorkant. De botten van de onderarm zijn even breed als lang. De spaakbeenderen hebben een vernauwd midden en zijn ongeveer vierhoekig, de ellepijp is afgerond en kleiner dan het spaakbeen. De polsbeenderen, middenhandsbeentjes en handkootjes (vingerbeenderen) zijn afgerond.
De dijbeenderen zijn 1,22 keer zo lang als breed, smaller dan de opperarmbeenderen maar nog steeds erg breed en kort. De dijbeenderen hebben een vernauwd midden, waarbij de breedte van de middenschacht iets kleiner is dan de breedte van het bovenste uiteinde. De botten van het onderbeen (scheenbeen en kuitbeenderen) zijn ingesnoerd en zijn meer langwerpig dan de spaakbeenderen en ellepijpen. De scheenbeenderen zijn de langste van de twee paren onderbeenbotten. De onderste uiteinden van de kuitbeenderen zijn sterk verbreed. De voetwortels (enkelbeenderen), middenvoetsbeentjes en teenkootjes van de achtervinnen zijn dunner dan de overeenkomstige botten van de voorpoten. De teenbotten zijn ingesnoerd en hebben de vorm van ellipsen.

## Paleobiologie

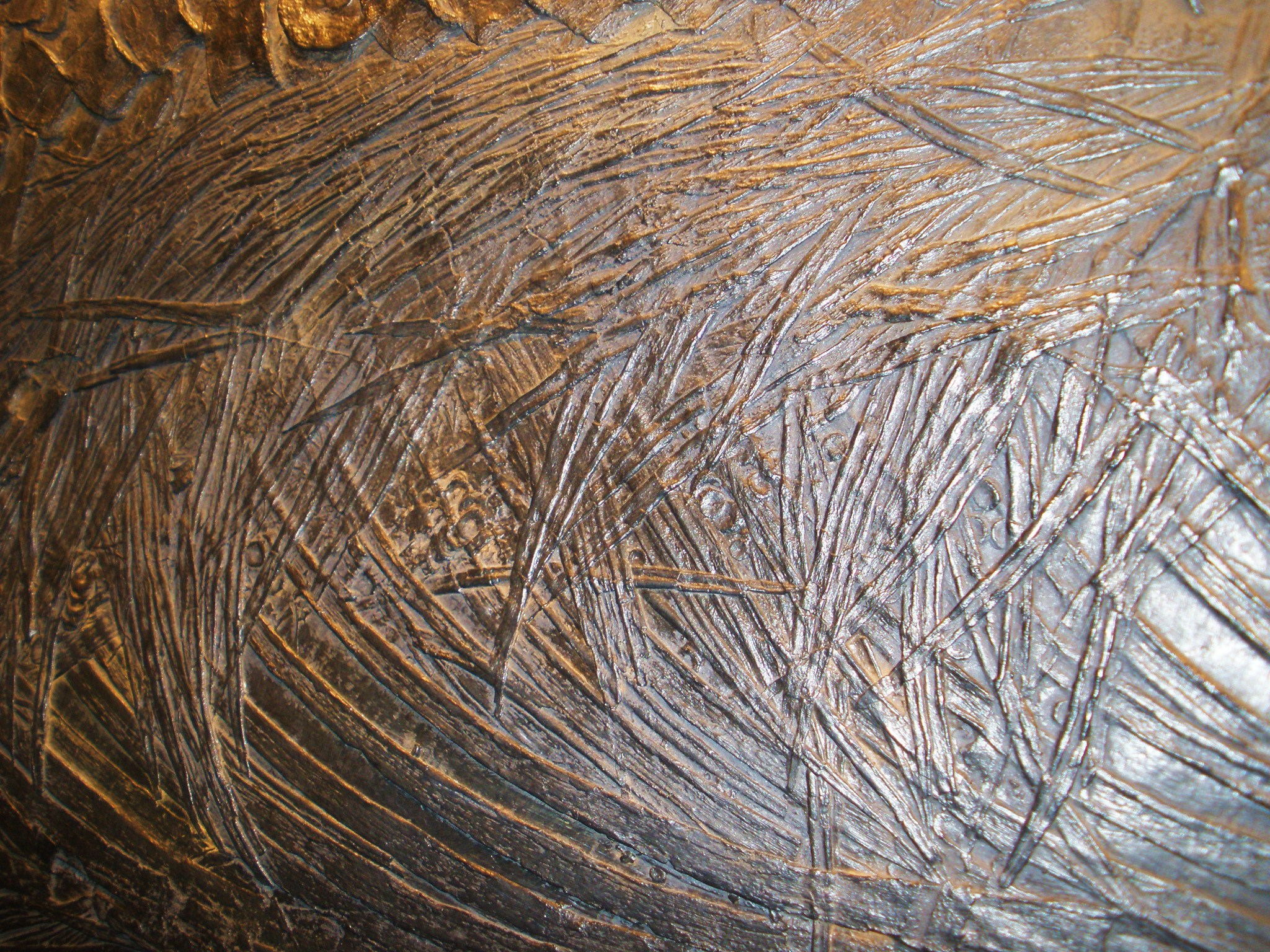
Embryo's in de buikholte van PIMUZ T 4847

Besanosaurus was een aalachtige zwemmer met matige topsnelheid maar snelle acceleratie, die goed kon manoeuvreren, en leefde in tropische zeeën, in kustgebieden en subtropische archipels. Besanosauriërs waren vleeseters en voedden zich voornamelijk met kleine vissen, koppotigen en zeereptielen. De voortplanting van het reptiel was ovovivipaar, wat betekent dat de eieren in het lichaam werden uitgebroed en bij het baren uitkwamen. Embryo's zijn aangetroffen.